# Punds Water

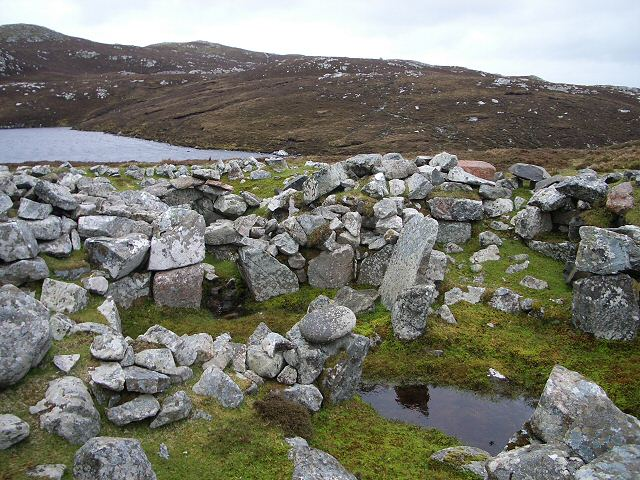
Punds Water

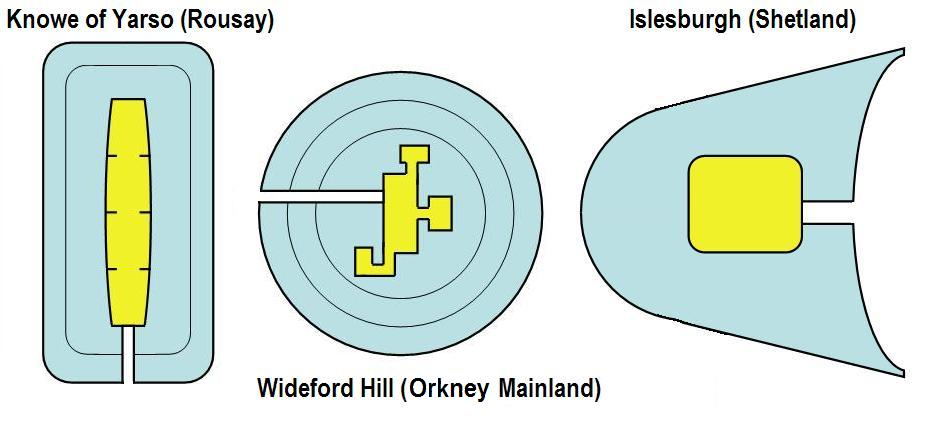
Grundformen von Megalithanlagen auf Schottlands nördlichen Inseln – rechts Heel-shaped Cairn

Punds Water ist ein Heel-shaped Cairn bei Mangaster, etwa sechs Kilometer nordwestlich von Brae auf der Shetlandinsel Mainland. Punds Water gilt als der am besten erhaltenen Heel-shaped Cairn auf Mainland. Der Steinhaufen liegt auf einem Plateau über dem südlichen Ufer des Sees Punds Water in der Nähe des Heel-shaped Cairn von Mangaster.
Heute sieht das Gelände mit seinen Heiden, Mooren und Seen unwirtlich aus. Ein Potenzial für Landwirtschaft kann aber vor der Hochmoorbildung zumindest partiell vorhanden gewesen sein. Ein wenig nordwestlich der Megalithanlage liegen die Reste eines Hauses und eines Feldersystems.
Die aus Quarzit erstellte Anlage wurde auf einer kleinen Kuppe oberhalb von Punds Water errichtet. Sie ist ein gutes Beispiel eines Heel-shaped Cairn, obwohl die Randsteine der Hügeleinfassung fehlen. Der über vier Meter lange Gang und die etwa kleeblattförmige Kammer mit den gut gebauten Wänden sind bis zu einer Höhe von etwa einem Meter erhalten. Die etwas schräg im Cairn liegende breite Kammer zeigt die für diesen Typ üblichen kleinen Seitennischen. Die nahezu gerade Exedra der Anlage ist etwa 15 m breit.
Etwa südlicher liegt der Islesburgh Cairn.